# Рудниківська сільська рада (Маневицький район)
| Рудниківська сільська рада — орган місцевого самоврядування у Маневицькому районі Волинської області з адміністративним центром у с. Рудники. Історична дата утворення: в 1939 році. Сільській раді підпорядковані населені пункти: - с. Рудники - с. Калинівка - с. Мар'янівка - с. Новоукраїнка - с. Острови |

## Склад ради
Рада складається з 16 депутатів та голови.

### Керівний склад ради
| ПІБ                           | Основні відомості                                                 | Дата обрання | Дата звільнення |
| ----------------------------- | ----------------------------------------------------------------- | ------------ | --------------- |
| Мельник Микола Павлович       | Сільський голова, 1958 року народження, освіта, безпартійний      | 26.03.2006   | 31.10.2010      |
| Кушнірчук Анатолій Васильович | Сільський голова, 1950 року народження, освіта вища, безпартійний | 31.10.2010   |                 |

Примітка: таблиця складена за даними джерела

## Населення
Згідно з переписом УРСР 1989 року чисельність наявного населення сільської ради становила 2178 осіб, з яких 1042 чоловіки та 1136 жінок.
За переписом населення України 2001 року в сільській раді мешкало 2147 осіб.

### Мова
Розподіл населення за рідною мовою за даними перепису 2001 року:
| Мова       | Відсоток |
| ---------- | -------- |
| українська | 99,86 %  |
| російська  | 0,14 %   |